# Stefan Grimaldi
Stefan Grimaldi (zm. w czerwcu 1561) – członek władającej Monako rodziny Grimaldi, od 23 kwietnia 1532 do 1540 regent małoletniego seniora Honoriusza I (faktyczną władzę zachował aż do śmierci). Ze względu na despotyczną, nieznoszącą oporu władzę nazywany był gubernatorem.
Stefan pochodził z genueńskiej gałęzi rodu Grimaldi, był daleko spokrewniony z Honoriuszem. Ten objął władzę w wieku zaledwie 9 miesięcy, a jego regentem został stryj, biskup Grasse Augustyn Grimaldi. Początkowo duchowny zachowywał neutralność w sporze Karola V Habsburga i Franciszka I Walezjusza, jednak ostatecznie wsparł tego pierwszego za cenę utraty niezależności na rzecz cesarstwa. Augustyn zmarł niespodziewanie 14 kwietnia 1523 roku, gdy Honoriusz miał dziesięć lat. To przekreśliło plany ożenienia seniora z Klaudyną, córką księcia de Tende, gubernatora Prowansji, snute przez regenta i jego siostrę Blankę de Tourette, opiekunkę prawną Honoriusza. Wywiązał się konflikt Blanki z genueńską częścią rodziny Grimaldi, w którym zwyciężyła druga frakcja. Po dziewięciodniowych rządach Mikołaja tytuł seniora przypadł Stefanowi, który bezpardonowo o niego walczył. Przybył on do Monako na początku czerwca. Już 23 lipca Karol V Habsburg, formalny zwierzchnik Monako, potwierdził regencję Stefana, przyznając mu roczną pensję. Nadał też Honoriuszowi seniorie Campania, Canosa, Monteverde, Terlizzi, Garagnone (zamek na obrzeżach Poggiorsini) i Ripa Candida.
Stefan okazał się człowiekiem despotycznym. Nie zamierzał akceptować habsburskiego zwierzchnictwa. Na początku 1534 roku Karol V wysłał do Monako swego szambelana Franciszka Valenzuelę, aby ten nadzorował regenta, jednak Stefan wyrzucił go z kraju już w maju pod pretekstem ograniczania jego władzy. Stosunków nie poprawiały brak spłaty długów przez Hiszpanów i brak możliwości egzekwowania przez Monegasków prawa morskiego w związku z ich działaniami wojennymi na Morzu Liguryjskim. W odwecie Stefan nie powitał osobiście cesarza, gdy ten w 1538 roku najeżdżał na Prowansję ani nie ugościł go w 1538 roku, gdy w Nicei toczyły się negocjacje między Karolem a jego przeciwnikiem Franciszkiem I Walezjuszem.
Regent zachowywał się protekcjonalnie wobec swego nieletniego, słabego podopiecznego. 6 kwietnia 1533 uzyskał zgodę przedstawicieli Menton i Roquebrune na pozostanie opiekunem Honoriusza do momentu jego dwudziestych piątych urodzin, tj. roku 1547. Dodatkowo 6 grudnia 1540 roku władca wydał dokument, w którym uznawał Stefana za swego przybranego ojca, co dawało mu przedłużenie władzy regencyjnej. W roku 1545 sojusz został zacieśniony poprzez małżeństwo Honoriusza z Izabelą, siostrzenicą Stefana, z którą doczekał się czternastki dzieci.
W latach 1543-4 region Prowansji, w tym Monako, zostało zagrożone przez osmański najazd dowodzony przez Sulejmana Wspaniałego, który sprzymierzył się z Francją. Turcy zajęli Niceę i Tulon, oszczędzili jednak Monako dzięki porozumieniu zawartemu przez Gaspara Grimaldiego, seniora d'Antibes. W traktacie z Crépy-en-Laonnois z 18 września 1544 roku kraj został wymieniony jako sojusznik cesarza. W związku z tymi zagrożeniami zewnętrznymi Stefan postanowił unowocześnić zamek i zapożyczył się na 65 tys. talarów u swoich krewnych. Za tę kwotę poprawił mury obronne, poprawił systemy obronne od strony półwyspu i morza, powiększył część mieszkalną i zapełnił ją galeriami oraz wybudował pojemny na 1,8 mln litrów zbiornik z pitną wodą.
Stefan zachował w seniorii faktyczną władzę aż do swojej śmierci w 1561 roku (Honoriusz miał wtedy 38 lat). Podopieczny okazał się człowiekiem słabym i niesamodzielnym, bowiem od bardzo wczesnej młodości przywykł do tego, że to inni, silniejsi, podejmują za niego decyzje. Po 1561 Honoriusz panował jeszcze przez 20 lat, jednak nie potrafił samodzielnie ogarnąć spraw państwowych.